# Алекса Жикић
Алекса Жикић (Кладово, 2003) српски је певач.
Потиче из музичке породице, отац му је продуцент народне музике. Ишао је у музичку школу, свира клавир. Пријавио се за прву сезону такмичења IDJ Show, али није прошао све кругове, док друге сезоне улази у топ 12 финалиста и добија своју песму Као да смо пали с марса и ментора Дарка Димитрова.
Године 2018. на такмичењу за франкофону песму побеђује Алекса са песмом Ne viens pas и добија професионални микрофон од Студентског културног центра из Ниша.
Године 2024. објављује свој први ЕП Додири.

## Дискографија

### Албуми
- ЕП: Додири (2024)

### Синглови
- Као да смо пали с марса (2023)
- Зора (2024)
- Злочини (2024)
- Није иста љубав (2024)

### Обраде
- Да ли би ме волела (2023)
- Такви као ја x Свемир x Проблем мање (2023)
- Ко то тамо са Лејлом Буразеровић (2023)
- Заблуда x Гарава са Костом (2023)
- Чија си (2023)
- Пиштољ са Wajzom & Severinom (2023)